# 千年 (川崎市)
千年（ちとせ）は、神奈川県川崎市高津区の大字。2011年（平成23年）11月17日時点で、住居表示は実施されていない。面積は0.9988 km²である。

## 地理
高津区の南東部に位置し、神奈川県道14号鶴見溝ノ口線を境として、東側が平地、西側が丘陵地帯となっている。河川としては、千年を挟むような形で南方に矢上川が、東方にその支流である江川が流れている。
千年は北端で新作と、東端では千年新町や、江川を挟んで中原区下新城と接している。南端では子母口や子母口富士見台と、西端では宮前区・高津区の野川と接している（特記のない町域は高津区所属）。

### 地価
住宅地の地価は、2025年（令和7年）1月1日の公示地価によれば、千年字岩川723番1外の地点で32万2000円/m²となっている。

## 歴史
当地からは弥生時代の遺跡が発掘されているほか、橘樹郡の郡衙に比定される影向寺の近くから古代の建物群が発見されており、郡衙に関連するものではないかと考えられている。また、当地にある能満寺は、影向寺の塔頭であり、行基菩薩の創建と伝わる。
江戸時代の当地は清沢村と岩川村の2つに分かれており、どちらも江戸時代初期には天領であったが、のちに旗本領となっている。村高は、正保期の『武蔵田園簿』で清沢村が393石2斗あまり、岩川村が164石あまり、『天保郷帳』では清沢村が451石4斗あまり、岩川村が211石8斗あまり、幕末の『旧高旧領取調帳』では清沢村が464石1斗あまり、岩川村が214石あまりというように推移していた。
明治時代には、清沢村と岩川村が合併して千歳村が成立し、少しして千年村と改名したが、町村制の施行とともに橘村が成立し、千年はその大字となった。明治時代には米と麦の二毛作が行われたほか、副業として養蚕もなされていたが、大正末期には副業が野菜作りへと変化していった。
戦時中には木炭バスの往来に支障したという中原街道の蟻山坂も、戦後には切り通しとして坂が緩和されたほか、神奈川県道14号鶴見溝ノ口線の拡幅整備も行われ、昭和40年代以降は宅地化が進行していった。

### 地名の由来
瑞祥地名であろうと考えられている。近隣に久本・末長・久末など縁起のいい地名が多いので、それらにあやかったとも考えられる。

### 沿革
- 弥生時代 - 伊勢山台遺跡・蟻山遺跡などに住居跡が残る。
- 1390年（明徳元年） - 能満寺本尊の虚空蔵菩薩像が造られる[10]。
- 1633年（寛永10年） - 清沢・岩川の両村が旗本領となる[12]。
- 1868年（明治元年） - 明治維新。当地は神奈川県に属する。
- 1874年（明治7年） - 大区小区制施行により、当地は第5大区第4小区に属する[12]。
- 1875年（明治8年） - 清沢・岩川の両村が合併し、千歳村が成立[12]。
- 1878年（明治11年） - 千年村に改称[12]。
- 1889年（明治22年） - 町村制施行により橘村が成立。千年はその大字となる。
- 1937年（昭和12年） - 橘村が川崎市に編入される。川崎市千年となる。
- 1949年（昭和24年） - 蟻山坂の切り通しによる改良工事が竣工[5]。
- 1954年（昭和29年） - 土地区画整理事業により、千年新町が分立する[12]。
- 1955年（昭和30年） - 千年と子母口の各一部から子母口富士見台が分立する[12]。
- 1962年（昭和37年） - 神奈川県道14号鶴見溝ノ口線が拡幅される[5]。
- 1972年（昭和47年） - 川崎市が政令指定都市に移行。当地は川崎市高津区千年となる。

### 小字
千年には、以下のような小字が存在する。
旧清沢村前田耕地・下原宿・上原宿・伊勢山台・蟻山・三荷座前（みなりざまえ）
旧岩川村岩之前・岩川・北浦・根田耕地・中耕地・大耕地

## 世帯数と人口
2025年（令和7年）6月30日現在（川崎市発表）の世帯数と人口は以下の通りである。
| 大字 | 世帯数    | 人口     |
| ---- | --------- | -------- |
| 千年 | 6,621世帯 | 13,302人 |

### 人口の変遷
国勢調査による人口の推移。
| 年                 | 人口   |
| ------------------ | ------ |
| 1995年（平成7年）  | 10,448 |
| 2000年（平成12年） | 11,402 |
| 2005年（平成17年） | 12,179 |
| 2010年（平成22年） | 12,926 |
| 2015年（平成27年） | 13,395 |
| 2020年（令和2年）  | 13,470 |

### 世帯数の変遷
国勢調査による世帯数の推移。
| 年                 | 世帯数 |
| ------------------ | ------ |
| 1995年（平成7年）  | 4,416  |
| 2000年（平成12年） | 4,768  |
| 2005年（平成17年） | 5,120  |
| 2010年（平成22年） | 5,508  |
| 2015年（平成27年） | 5,761  |
| 2020年（令和2年）  | 6,004  |

## 学区
市立小・中学校に通う場合、学区は以下の通りとなる（2024年3月時点）。
| 番地 | 小学校           | 中学校           |
| ---- | ---------------- | ---------------- |
| 全域 | 川崎市立橘小学校 | 川崎市立橘中学校 |

## 事業所
2021年（令和3年）現在の経済センサス調査による事業所数と従業員数は以下の通りである。
| 大字 | 事業所数  | 従業員数 |
| ---- | --------- | -------- |
| 千年 | 266事業所 | 3,204人  |

### 事業者数の変遷
経済センサスによる事業所数の推移。
| 年                 | 事業者数 |
| ------------------ | -------- |
| 2016年（平成28年） | 281      |
| 2021年（令和3年）  | 266      |

### 従業員数の変遷
経済センサスによる従業員数の推移。
| 年                 | 従業員数 |
| ------------------ | -------- |
| 2016年（平成28年） | 3,092    |
| 2021年（令和3年）  | 3,204    |

## 交通

### 鉄道
当地の地下を武蔵野南線が通過しているが、同線は基本的に貨物線であり、また当地に同線を利用可能な駅などの施設も存在しない。

### 路線バス
東急バス、川崎市交通局の2事業者が、当地と鷺沼駅・宮前平駅・溝口駅・中原駅・小杉駅などを結ぶバスを運行している。

### 道路
- 第三京浜道路（京浜川崎IC - 都筑IC間）
- 神奈川県道14号鶴見溝ノ口線（市民プラザ通）
- 神奈川県道45号丸子中山茅ヶ崎線（中原街道）
- 尻手黒川道路

## 施設

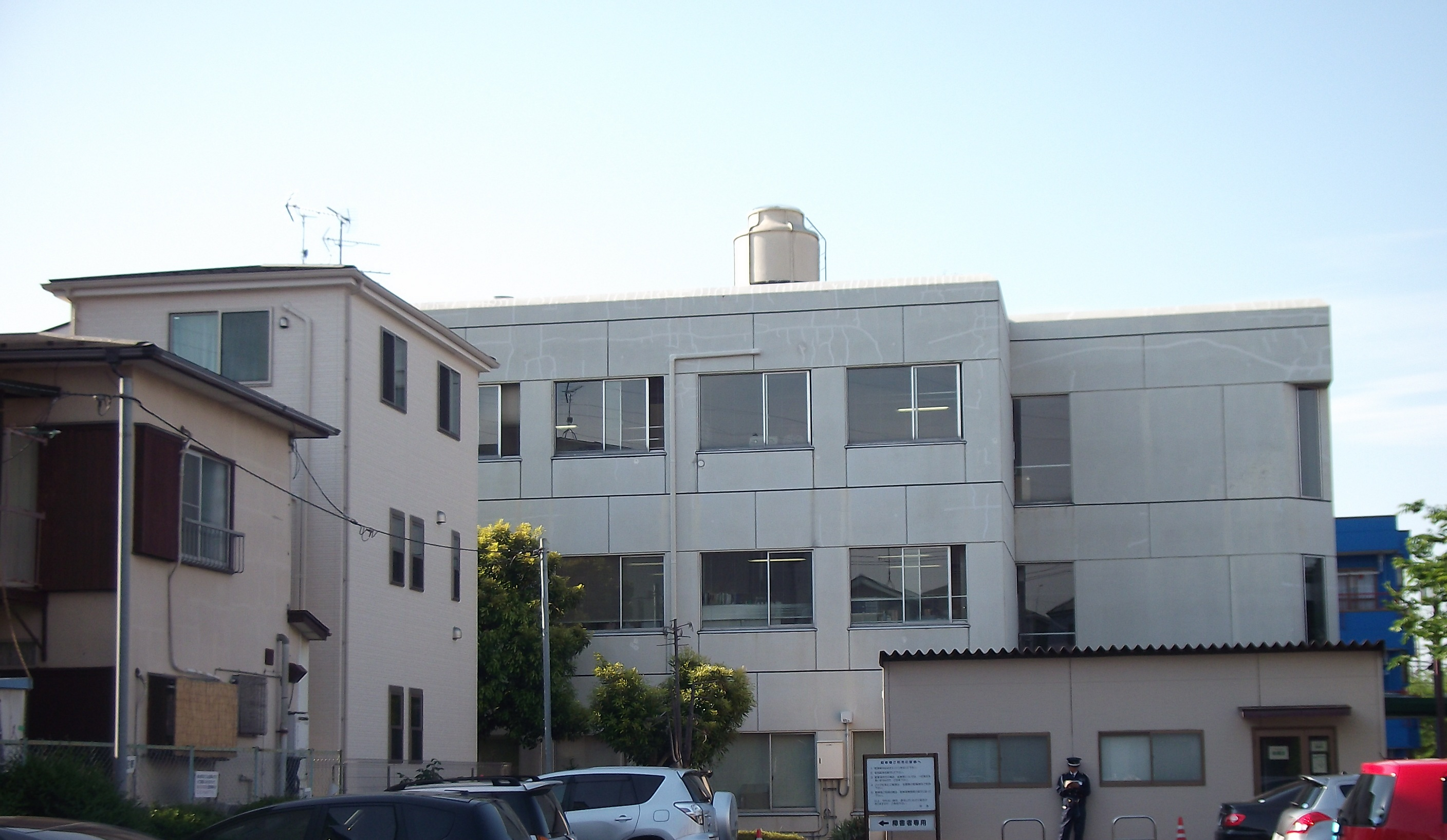
ハローワーク川崎北（2012年5月21日）

- 高津区役所橘出張所
- ハローワーク川崎北[26]
- 東京電力南武変電所
- 神奈川県警察高津警察署千年交番
- 川崎千年郵便局
- 横浜信用金庫千年支店
- JAセレサ川崎橘支店
- 能満寺
- 千年神社

### 教育施設
- 川崎市立橘小学校
- 川崎市立橘中学校

## その他

### 日本郵便
- 郵便番号 : 213-0022[3]（集配局 : 高津郵便局[27]）

### 警察
町内の警察の管轄区域は以下の通りである。
| 大字 | 番・番地等 | 警察署     | 交番・駐在所 |
| ---- | ---------- | ---------- | ------------ |
| 千年 | 全域       | 高津警察署 | 千年交番     |